# Neomicropteryx nudata
Neomicropteryx nudata is een vlinder uit de familie van de oermotten (Micropterigidae). De wetenschappelijke naam van de soort is voor het eerst geldig gepubliceerd in 1953 door Issiki.